# Исакова, Аида Петровна
Аи́да Петро́вна Иса́кова (23 марта 1940, Владимир-Волынский, Волынская область — 24 марта 2012, Москва) — композитор, педагог, пианистка. Преподавала на кафедре специального фортепиано в Казахской национальной консерватории имени Курмангазы (1964—1994). Профессор Государственного музыкально-педагогического института имени М. М. Ипполитова-Иванова. Член Союза композиторов СССР (с 1967).

## Биография
Аида Исакова (урожд. Шпакова) родилась в 1940 году во Владимире-Волынском. Отец — Шпаков Пётр Игнатьевич, военный, участник ВОВ. Мать — Шпакова Галина Александровна.
После окончания Краснодарского Музыкального училища (ныне — Краснодарский музыкальный колледж им. Н. А. Римского-Корсакова) по двум отделениям (фортепианному и теоретико-композиторскому) в 1959 году поступила в Московскую консерваторию имени П. И. Чайковского, где обучалась так же одновременно на двух факультетах — фортепианном (класс профессора Виктора Карповича Мержанова) и композиторском (класс профессора Евгения Кирилловича Голубева).
В 1964 году окончила Консерваторию с отличием по обоим факультетам и была направлена Министерством культуры СССР на работу в Казахстан, г. Алма-Ату, где преподавала специальное фортепиано в Консерватории имени Курмангазы. В течение всей творческой жизни А. П. Исакова совмещала три вида деятельности: преподавательскую, композиторскую и исполнительскую. Сотрудничала с Народным артистом СССР Алибеком Днишевым, Народным артистом СССР Ермеком Серкебаевым, Народным артистом КазССР Евгением Исаковым. Неоднократно выступала с сольными программами и с различными оркестрами в стране и за рубежом (Финляндия, Болгария, Южная Корея, США, Греция и др.), а также участвовала в многочисленных фестивалях Современной музыки Казахстана.
В 1994 году переехала в Москву, и была приглашена на работу в Государственный музыкально-педагогический институт имени М. М. Ипполитова-Иванова на кафедру «Фортепиано. Орган». С 1994 года по 2001 год — заведующая кафедрой. Её студенты завоевали более сорока званий Лауреатов Международных конкурсов в России, на Украине, в Италии, Испании. Часто возглавляла жюри Детских и Юношеских конкурсов, проводила Международные мастер-классы в России (Суздаль, Краснодар) и за рубежом (Южная Корея, Украина, США). Её произведения регулярно звучали на фестивале «Московская осень».
Среди учеников — Байгали Серкебаев, Галина Петрова, Амир Тебенихин,
Юлия Горенман, Павел Шатский и многие другие.
Скончалась в Москве 24 марта 2012 года. Похоронена на Кунцевском кладбище.
Супруг — Евгений Исаков (14 февраля 1937 года — 9 мая 2021 года), бас. Народный артист Казахской ССР, профессор Государственного музыкально-педагогического института имени М. М. Ипполитова-Иванова.
Дочь — Петрова (Исакова), Галина Евгеньевна (род. 12 августа 1965 года), пианистка. Заслуженная артистка Российской Федерации, Лауреат премии г. Москвы в области литературы и искусства, член-корреспондент Петровской академии наук и искусств г. Санкт-Петербург.
Зять — Максим Федотов (род. 24 июля 1961 года), скрипач и дирижёр. Народный артист Российской Федерации, Лауреат премии г. Москвы в области литературы и искусства, профессор Московской государственной консерватории им. П. И. Чайковского.

## Награды и звания
- Член Союза композиторов СССР (с 1967 года)
- Председатель ревизионной комиссии Союза композиторов Казахстана (1968—1976)
- Член ревизинной комиссии Союза композиторов СССР (1968—1976)
- Лауреат Международного конкурса им. Э. Вила-Лобоса (1979, Рио-де-Жанейро, Бразилия) — диплом I степени.
- Член Союза Композиторов Москвы (с 1994 года)
- Медаль «850 лет Москвы» (1997)
- Профессор (с 1998 года)
- Лауреат фонда «Русское исполнительское искусство»
- Почётный профессор Национального университета искусств г. Астана (2010)

## Творчество

### Балеты
- «Гамлет» (1971)
- «Батыр» (1973)
- «Гак-ку» («Клич лебедя», 2005)

Либретто и постановки Народного артиста СССР, Лауреата Государственной премии СССР и КазССР Булата Аюханова;
хореографическая сюита — «Жарыс» («Состязание», 1970);

### Оперетты
- «Двадцать пятая жена» (1975),
- «Рядом с Байконуром» (1977);

Поставлены в Карагандинском Государственном театре Музыкальной комедии

### Для солистов, хора и оркестра
- Кантата «Песни свободы» (1962) на слова кубинского поэта Н. Гильена

### Для оркестра
- Симфония с литаврами для струнного оркестра (1964);

### Для инструмента с оркестром
- Концерт-рапсодия для фортепиано на казахские темы с камерным оркестром (1966);
- «Юмореска» для трубы с (эстрадным оркестром, 1968),
- Двойной концерт для фортепиано и трубы с симфоническим оркестром (1981),
- Концерт для фортепиано с симфоническим оркестром (1987),
- Три концертино для фортепиано (1980; 2000; 2005);

### Камерно-инструментальные ансамбли
- Сюита для фагота и фортепиано (1961),
- «Патетическое трио», посвящённое 40-летию начала Великой Отечественной войны (1981),
- Струнный квартет (1984),
- Соната для трубы и фортепиано (1986),
- Концертино для кларнета и фортепиано (1989),
- Соната для органа и 4-х литавр (1989),
- Брасс-квинтет (1990),
- Соната-фантазия для фортепиано, литавр и вибрафона (2009),
- «Восточные эскизы» для фортепиано, вибрафона и экзотических ударных инструментов (2010),
- Триалог для фортепиано, скрипки и виолончели (2011);

### Для фортепиано
- Сонатина (1959),
- Соната (1960),
- Два вариационных цикла на казахские темы (1966),
- Соната- импровизация (1968),
- 24 прелюдии (1968),
- Кварта-соната (1982),
- Двенадцать октавных этюдов (1998),
- Токката (2002),
- Две фантастические пьесы (2004),
- Программные циклы для детей и юношества («Сюита», 1960; «Школьные годы», 1975; «Партита», 1980; «Зоопарк», 1980; «Доброе утро», 1997; «Добрый день», 1997; Фортепианные пьесы («Хороводы», «Оркестровые голоса», «Сказки»), 1998; Вариации на русские народные темы, 2006),
- Пьеса для двух фортепиано «Балбраун» (1981)

### Для голоса с фортепиано
- Цикл песен на слова негритянских поэтов (1961),
- Вокальный цикл «О, море» на слова Н. Букина (1962),
- Песни на стихи Р.Бернса(1965),
- Вокальный цикл на стихи казахских поэтов «Я славлю солнце» (1982),
- Два романса на стихи Ф.Шаляпина (1983),
- Духовные гимны на стихи из Псалтыря (1991),
- Песни на стихи Р.Бернса (2011),
- Семь романсов на стихи А. Фета (2011),
- Пять романсов на стихи А. Блока «Зазеркалье» (2011);

### Транскрипции
- Для фортепиано (Циклы «Популярные произведения П. И. Чайковского», 2008 ; «По страницам великих опер», (арии из опер Ш. Гуно, Дж. Верди, Дж. Россини, М. П. Мусоргского, М. И. Глинки), 2010),
- Для двух фортепиано (А. П. Бородин «Половецкие пляски», 2010; Ш. Гуно «Вальпургиева ночь», 2010),
- Для скрипки и фортепиано (произведения П. И. Чайковского, Н. А. Римского- Корсакова, А. П. Бородина, М. П. Мусоргского, Ш. Гуно, Р. Вагнера, Дж. Верди).
- Для виолончели и фортепиано (произведения А. Марчелло, С. В. Рахманинова).

### Музыка к детскому спектаклю
- «Снежная королева» (1982);

### Музыка к кинофильму
- «Повелитель тьмы» (1990).